# Tonara
Tonara (en sard, Tonara) és un municipi italià, dins de la província de Nuoro. L'any 2007 tenia 2.397 habitants. Es troba a la regió de Mandrolisai. Limita amb els municipis d'Austis, Belvì, Desulo, Sorgono i Tiana.

## Administració
| Període | Identitat   | Partit         |
| ------- | ----------- | -------------- |
| 2005-   | Renato Tore | Centreesquerra |

## Personatges il·lustres
- Peppino Mereu, poeta en sard.